# Taxeotis intextata
Taxeotis intextata (Guénée, 1857) è un lepidottero notturno appartenente alla famiglia Geometridae, endemico dell'Australia.